# Matchless Mountain
Der Matchless Mountain (englisch für Einzigartiger Berg) ist ein 1140 m hoher Berg m ostantarktischen Viktorialand. In der Convoy Range ragt er an der Einmündung des Atka-Gletschers in die Südflanke des Fry-Gletschers auf.
Der neuseeländische Geologe Christopher J. Burgess, Leiter der von 1976 bis 1977 durchgeführten Kampagne im Rahmen der Victoria University’s Antarctic Expeditions, benannte ihn so wegen der seiner Meinung nach einzigartigen Aussicht, die sich vom Gipfel des Bergs bietet.